# كال كريستنسن
كال كريستنسن (بالإنجليزية: Cal Christensen)‏ مواليد 08 يوليو 1927 في توليدو - الوفاة 31 أغسطس 2011، كان لاعب كرة سلة أمريكي. بدأ مسيرته الاحترافية في سنة 1950. تم اختياره من قبل فريق أتلانتا هوكس خلال الدرافت. بلغ طوله 6 قدم 5 بوصة (2.0 م). اعتزل اللعب في 1955.

## روابط خارجية
- كال كريستنسن على موقع إن بي أي (الإنجليزية)
- كال كريستنسن على موقع سبورتس رفرنس (الإنجليزية)
- كال كريستنسن على موقع كلية كرة السلة في سبورتس رفرنس.كوم (الإنجليزية)
- كال كريستنسن على موقع ريلجم (الإنجليزية)
- كال كريستنسن على موقع بروبوليرز (الإنجليزية)